# William Thomas Henley
Pour les articles homonymes, voir Henley.

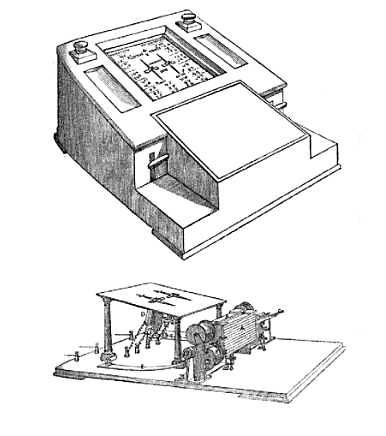
Le télégraphe Henley.

William Thomas Henley (1814 - 1882) est un inventeur anglais. Il est un des développeurs et un des pionniers de la télégraphie avec Samuel Morse mais bien après Claude Chappe.

## Biographie
William Thomas Henley est considéré comme un des pionniers de la télégraphie électrique et des câbles télégraphiques. En effet, il est l'inventeur d'un type de télégraphe ayant connu un grand succès à son époque, surtout après son utilisation massive dans le royaume des Deux-Siciles, et dont le prototype est aujourd'hui exposé au Science Museum de Londres.
En 1857, soit un peu plus de cinq ans après sa création, Henley fait construire un câble sous-marin sous la Tamise. Avec l'argent gagné, il fonde ainsi sa propre entreprise à North Woolwich, la William Thomas Henley Ldt. En 1865, avec plusieurs autres inventeurs et ingénieurs, il participe à la création du premier câble sous-marin transatlantique opérationnel. Il décède finalement en 1882.
Son entreprise sera rachetée en 1959 par la Associated Electrical Industries (devenue la General Electric Company en 1967).

## Sources
- (en) Cet article est partiellement ou en totalité issu de l’article de Wikipédia en anglais intitulé « William Thomas Henley » (voir la liste des auteurs).